# كأس بلغاريا 2000–01
كأس بلغاريا 2000–01 (بالبلغارية: Купа на България по футбол 2000/01)‏ هو موسم من كأس بلغاريا. أشرف على تنظيمه اتحاد بلغاريا لكرة القدم، وفاز فيه نادي ليتكس لوفتش.